# Flemming la Cour
Flemming Olaf Dornonville de la Cour (født 24. februar 1933 i København, død 14. juni 2010 i Hvidovre) var en dansk tv-instruktør og -producer, der stod bag en række tv-underholdningsprogrammer på DR som Superchancen og Kanal 22 samt musikprogrammer som Spil op, der blandt andet sendte programmer fra tidlige Roskilde festival og portrætter af Sebastian, Lone Kellermann og Rock for Afrika. Han lavede også tv-programmet Hjemlig hygge med Røde Mor.
Han har desuden instrueret undervisningsfilmen Lær at læse (1974).